# James Adair (Händler)
James Adair (* um 1709 in County Antrim, Irland; † um 1783) war ein in Irland geborener Händler und intimer Kenner der indianischen Stämme des südöstlichen Nordamerikas. Nach seiner Emigration nach Amerika lebte er von 1735 bis 1775 vor allem bei den Cherokee und den Chickasaw. Er war mit mehreren Indianerinnen verheiratet und hatte mit diesen eine Reihe von Kindern.
1775 kehrte James Adair nach England zurück, wo er eine Aufzeichnung seines Lebens bei den Indianern verfasste. Diese wurde später unter dem Titel The History of the American Indians bekannt. Diese Aufzeichnungen gelten als detailgetreue Beschreibung des indianischen Lebens, sind jedoch aufgrund ihrer Deutungen nicht unumstritten.

## Werke
- James Adair: The History of the American Indians. London 1775. (Digitalisat)